# Antônio Pacinotti
Antônio Pacinotti (Pisa, 17 de junho de 1841 — Pisa, 25 de março de 1912) foi um físico italiano.

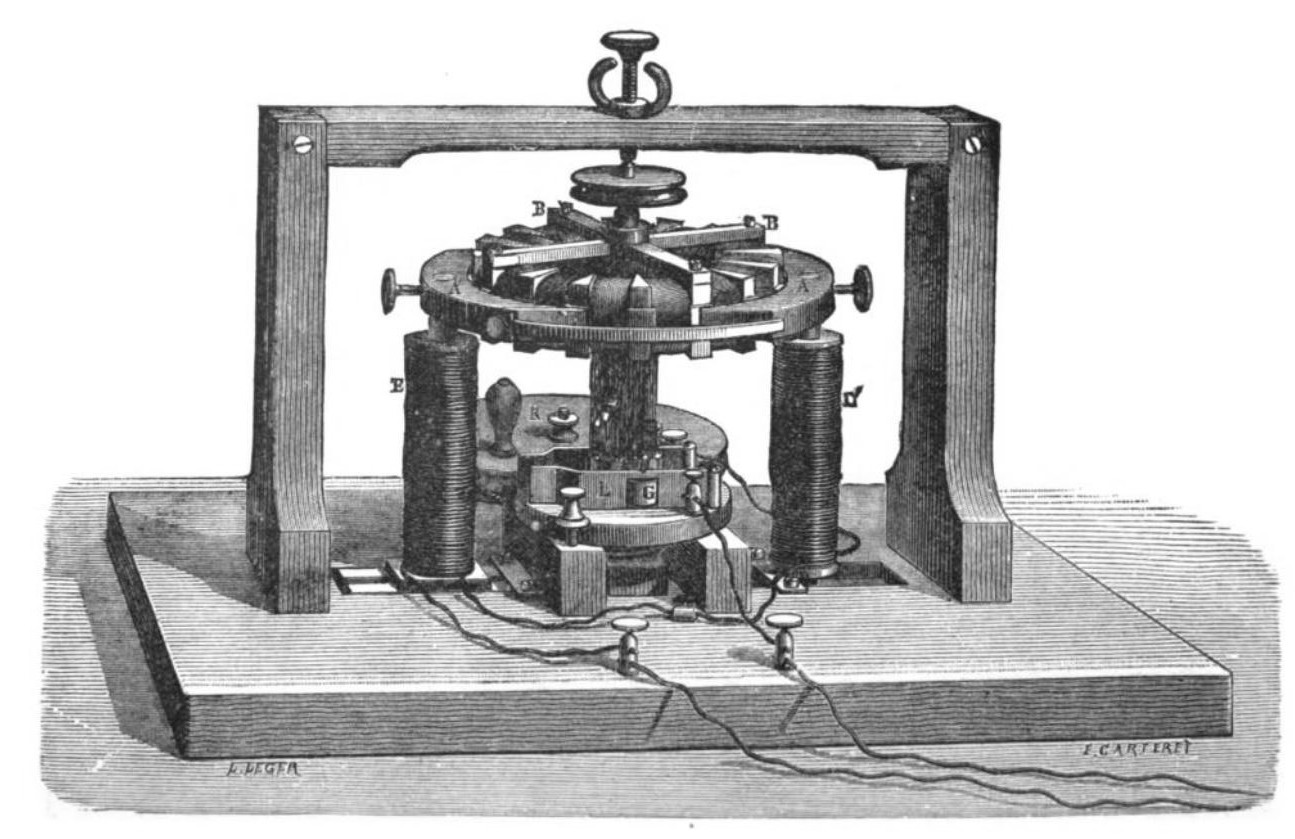
Dínamo de Pacinotti